# هان هاوغلاند
هان هاوغلاند (بالنرويجية البوكمول: Hanne Haugland)‏ هي متزلجة نرويجية، ولدت في 7 سبتمبر 1991.

## وصلات خارجية
- هان هاوغلاند على موقع SpeedSkatingBase.eu (الإنجليزية)
- هان هاوغلاند على موقع SpeedSkatingNews.info (الإنجليزية)
- هان هاوغلاند على موقع SpeedSkatingStats.com (الإنجليزية)